# Pietro Salvatore Colombo
Pietro Salvatore Colombo OFM (* 28. Oktober 1922 in Carate Brianza, Italien; † 9. Juli 1989 in Mogadischu, Somalia) war ein römisch-katholischer Geistlicher und Bischof von Mogadischu.

## Leben
Colombo wurde am 6. April 1946 für die Franziskaner (OFM) zum Priester geweiht. Am 20. November 1975 wurde er zum Bischof von Mogadischu ernannt. Die Bischofsweihe empfing er am 16. März 1976 durch den Erzbischof von Mailand Giovanni Umberto Kardinal Colombo. Mitkonsekratoren waren der Apostolische Administrator von Misurata/Libyen Guido Attilio Previtali sowie der emeritierte Prälat der Territorialprälatur São José do Grajaú Adolfo Luís Bossi OFMCap. Am 9. Juli 1989 wurde Colombo auf den Stufen seiner Kathedrale von Mogadischu ermordet. Er wurde in der Kirche Sant’Antonio di Padova  in Mailand beigesetzt.
Seit Colombos Tod ist der Bischofssitz vakant. Apostolischer Administrator des Bistums Mogadischu seit 1990 ist Giorgio Bertin.